# Сологуб, Андрей Павлович
Андрей Павлович Сологуб (8 декабря 1922, Конотоп — 2010) — украинский и французский живописец и скульптор.

## Биография
Родился в семье служащего. В Конотопе окончил среднюю школу, учился рисовать у Александра Гофмана. Намеревался учиться в Киевском художественном институте (ныне Национальная академия изобразительного искусства и архитектуры), но война помешала этим планам.
В 1942 году немецкие оккупанты вывезли Андрея на принудительные работы в рейх. Работал под Веной в Австрии до 1945 года.
В сентябре 1945 года попал в лагерь для перемещённых лиц Лексенфельд в австрийском городе Зальцбург. В этом лагере он находился до начала 1950 года. Там познакомился с художницей Эдель Нот и скульптором Фёдором Емцем, ставшими его учителями (1946—1949). В то же время с 1947 года Сологуб систематически занимался в художественно-промышленной школе Зальцбурга, где его профессорами были Ангерер и Креч.
После ликвидации лагерей для перемещенных лиц Сологубу удалось выехать во Францию и поступить в Парижскую академию искусств. Здесь он учился на отделениях живописи, скульптуры и рисунка у профессоров Сопика, Енциса, Марсиаля и Тонди. Не имея стипендии, вынужден был работать по вечерам, чтобы днём посещать академию. Подрабатывал также, рисуя обложки книг и журналов. Окончил Академию в 1955 году.
В 1952 году Андрей Сологуб впервые посетил побережье Средиземного моря, где в Каннах познакомился с французскими художниками. В 1955 году вместе с ними принял участие в групповой выставке (первой в своей жизни).
В марте 1956 году в Мужене на юге Франции состоялась первая персональная выставка Сологуба.
В Париже Андрей Сологуб стал известным живописцем и получал заказы на исполнение портретов.
Преподавал в художественных школах Парижа. В столице Франции он организовывал персональные выставки и участвовал в групповых выставках совместно с французскими художниками. Позже принимал участие в групповых выставках вместе с украинскими художниками из диаспоры.
В 1962 году Сологуб получил должность профессора рисунка в Парижской палате профессий. Здесь он работал до 1986 года. Во время летних отпусков ежегодно выезжал в длительные путешествия в страны Южной Европы, Африки, Азии, Америки, откуда каждый раз привозил много акварельных пейзажей и зарисовок с натуры.

## Произведения
- Бюсты и малая скульптура.
- Портреты .
- Натюрморты в стиле постмодернизма :
  - «Моя мастерская в Париже» и т. д.
- Серии пейзажей, на которых отображены:
  - Португалия (1966),
  - Прага (1967),
  - Венеция (1965, 1970, 1985),
  - Нью-Йорк (1974),
  - Индия, Непал, Япония (1975),
  - Тегеран (1979).
- Многочисленные акварели .
- Графика .
- Иконопись:
  - иконостас для украинской православной церкви святого Симона Зилота в Париже (1969—1970),
  - иконостас для украинского православного собора в Лондоне (1971—1972).
  - малые иконы.

Персональные выставки в Париже и Торонто (Канада). Выставлялся в парижских салонах.
О большинстве парижских выставок мастера публиковались краткие заметки-рецензии во французской периодике. Вот одна из них: «У Андрея Сологуба большие средства — художественные, интеллектуальные, человеческие. Его персональные выставки — это одновременно и успех, и возможность зрителям следить за деликатным путем развития этого художника».
Произведения Сологуба хранятся в музее Украинского католического университета в Риме (Италия) и в Канадско-украинском фонде в Торонто (Канада). В то же время никакого произведения Сологуба отсутствуют в музеях Украины.
В 1974 году в Париже вышел в свет каталог рисунков мастера со вступительным словом В. Поповича.